# Сертифікат відповідності

Знак відповідності Державної Системи сертифікації

Сертифікат відповідності — документ, що виданий для підтвердження того, що продукція, система якості, система управління якістю, система управління довкіллям, персонал відповідає встановленим вимогам конкретного стандарту чи іншого нормативного документу, визначеного чинним законодавством. (Згідно з Законом України «Про технічні регламенти та оцінку відповідності»).
Терміни сертифікат якості та «сертифікат на систему управління якістю» є неофіційними термінами, що використовуються в практиці, як синоніми до терміна «сертифікат відповідності».
Сертифікат відповідності є юридичним документом, який видається Заявнику уповноваженим органом з сертифікації, який і відповідає за достовірність інформації, що наведена в сертифікаті. Форма сертифікатів відповідності встановлюється в кожній з Систем сертифікації продукції, відповідно до нормативних документів, які регламентують діяльність цієї Системи сертифікації.
В Україні до 2016 р. існувала Державна система сертифікації. Форма сертифікатів відповідності в Державній Системі сертифікації встановлюються ДСТУ 3498-96 «Державна Система сертифікації. Бланки документів. Форма та опис».
Існує два види сертифікатів Державної Системи сертифікації — обов'язкові (згідно з законодавством) та добровільні. З 2018 роками поняття «обов'язкова сертифікація» та «перелік продукції, що підлягає обов'язковій сертифікації» було замінено на «обов'язкову відповідність технічним регламентам», а підставою для цього послужило прийняття Закону України «Про технічні регламенти та оцінку відповідності».